# Seraina Friedli
Seraina Friedli (Samedan, 20 de marzo de 1993) es una futbolista suiza. Se desempeña como guardameta en el FC Zürich de la Superliga Femenina de Suiza y en la selección femenina de Suiza.

## Clubes
| Club                        | País   | Año             |
| --------------------------- | ------ | --------------- |
| FC Thusis-Cazis             | Suiza  | 2010 - 2012     |
| FC Zürich                   | Suiza  | 2012 - 2018     |
| BSC Young Boys              | Suiza  | 2018 - 2020     |
| Florentia San Gimignano SSD | Italia | 2020 - 2021     |
| FC Aarau                    | Suiza  | 2021 - 2022     |
| FC Zürich                   | Suiza  | 2022 - presente |

## Vida personal
En 2018, Friedli obtuvo una licenciatura en Ciencias del Deporte y Psicología por la Universidad de Berna. Obtuvo además una maestría en deportes de alto nivel del Swiss Federal Institute of Sport en Magglingen.